# San Jose (Dinagat Islands)
San Jose (tagalski Bayan ng San Jose) – miasto na Filipinach, w południowo-zachodniej części wyspy Dinagat, ośrodek administracyjny prowincji Dinagat Islands w regionie Caraga. Według spisu ludności z maja 2020 roku, zamieszkiwało je 26 375 mieszkańców.